# Alauddin Riayat Shah II di Johor
Alauddin Riayat Shah II (Kopak, 1513 – Aceh, 1564) è stato il primo sultano di Johor dal 1528 al 1564. Fondò questo regno dopo che il sultanato di Malacca venne conquistato dai portoghesi nel 1511. Era il secondo figlio di Mahmud Shah di Malacca. Considerando il sultanato di Johor il successore di quello di Malacca i regnanti seguono il sistema di numerazione di Malacca. Durante il suo regno affrontò le continue minacce dei portoghesi e dell'emergente sultanato di Aceh.

## Origini
Alauddin Riayat Shah II di Johor nacque a Kopak nel 1513.

## Fondazione di Johor e minaccia portoghese
Nel 1529 Alauddin Riayat fondò la sua prima capitale Hujung Tanah, nota come Pekan Tua, a 11 km a monte di Kota Tinggi, in seguito alla morte del padre. Venne anche fondato un forte fluviale forte chiamato Kota Kara. Nel 1535 un contingente di circa 400 portoghesi guidati da Estêvão da Gama invasero il Johor. Kota Kara venne bombardato ma i malesi resistettero all'attacco. Dopo pochi giorni, le truppe portoghesi sbarcarono e bombardarono nuovamente il forte, ma anche questa volta dovettero ritirarsi. Con il morale potenziato da questo successo iniziale, i malesi lasciarono il loro forte e si lanciarono in un contrattacco sui portoghesi. Tuttavia, i malesi furono dispersi dal fuoco incrociato dei rivali che portò alla cattura del forte che fu poi incendiato dai portoghesi.
Alauddin Riayat si ritirò a monte del fiume Johor a Sayong Pinang. Un suo ufficiale, Seri Nara Diraja, morì in questa città. Alauddin Riayat tornato a Pekan Tua dopo un breve periodo e si riorganizzò. Pekan Tua venne poi attaccata da 400 portoghesi al comando sempre di Estêvão da Gama perché suo fratello, Paulo da Gama, e altri 30 uomini circa rimasero uccisi dai malesi. Dopo questo attacco il Johor e il Regno del Portogallo firmarono un trattato di pace.
Nel 1540, Alauddin Riayat Shah trasferì la capitale a Johor Lama, più vicino alla foce del fiume Johor.

## Minaccia di Aceh
Il Johor era minacciato anche dal sultanato di Aceh, sulla punta settentrionale dell'isola di Sumatra. Nel 1539, Aru, stato vassallo di Johor situato sulla costa orientale di Sumatra, fu attaccato da una flotta di 160 navi con 12 000 soldati. Alauddin Riayat riunì una flotta con l'aiuto dei suoi alleati, Perak e Siak, e attaccò Aru l'anno successivo. Il sultano riconquistò la città lasciando solo quattordici navi nemiche a galla e migliaia di soldati morti. Lo scontro è passato alla storia come battaglia di Sungai Paneh, la più gloriosa vittoria malese dopo la caduta del sultanato di Malacca. Nel 1564, il sultano di Aceh Alauddin al-Qahar, prese Aru ed espulse i rivali. Il sultano di Aceh, lanciò poi un attacco a Johor Lama dalla città appena conquistata. Il forte e la città vennero catturati e rasi al suolo e Alauddin Riayat fu catturato e portato di nuovo ad Aceh. Nello stesso fu ucciso e gli venne concesso il titolo postumo di Marhum Syahid. Gli succedette il figlio, Muzaffar II.

## Vita personale
Era sposato con la principessa Kesuma Dewi di Pahang, figlia di Mansur Shah I di Pahang, ed ebbe quattro figli, due maschi e due femmine.